# Shooty
Shooty, občanským jménem Martin Šútovec (* 12. ledna 1973 Bratislava) je slovenský karikaturista, ilustrátor, grafický designér a hudebník. Od roku 2002 do roku 2014 pracoval v deníku SME, kde kreslil svůj denní komentář. Po vstupu investiční skupiny Penta do vydavatelství Petit Press přešel do nově založeného Denníku N.

## Život
Přezdívka Shooty vznikla na „odporné normalizační základce“ kde na něho pokřikovali „Šútovec – Umělec a někdo napsal na papír Shooty“. V letech 1987–1991 studoval na Střední průmyslové škole grafické. V grafickém designu pokračoval na Vysoké škole výtvarných umění, v ateliéru grafického designu profesora Ľubomíra Longauera. Působil tam v letech 1992–1998, přičemž se začal grafickým designem živit. Název jeho diplomové práce na VŠVU byl „Prostitúcia ako metóda sebarealizácie“. Na svou alma mater se vrátil na doktorandské studium v letech 2000–2002.
Před parlamentními volbami roku 2010 uskutečnil sbírku na celoslovenskou reklamní kampaň, jejímž cílem bylo upozornit na tehdejší politickou situaci. Její výnos byl více než 72 000 €.

## Dílo

### Karikatury
Společně s dalšími evropskými karikaturisty zareagoval Shooty na výzvu Mladé fronty DNES z ledna 2009, aby se „pomstili“ Davidu Černému (a Česku) za jeho kontroverzní dílo Entropa. Jako karikaturu typického Čecha nakreslil břichatého brouka Pytlíka v tričku s nápisem „EXPERT“, půllitrem piva v ruce, bílými ponožkami v sandálech a igelitovou taškou se sloganem „Levné, no nekup to“.
V září 2009 Shootyho zažaloval slovenský premiér Robert Fico. V Shootyho karikatuře sedí Fico na stoličce u lékaře. Ten prohlíží jeho rentgenový snímek a prohlašuje: „Nemýlil jsem se. Ta vaše bolest krční páteře je čistě fantomová.“ Později Fico svou žalobu o omluvu a 33 tisíc € zrušil.
V červenci 2013 proti Shootyho kresbě protestovala Slovenská advokátní komora. Nakreslil prase v taláru, které odevzdává diplom absolventovi (ten se také začíná měnit v prase) a přitom říká „Stal jste se doktorem práv. Na drancování této země není lepší kvalifikace.“ Komora kromě jiného kresbu „považuje za nebezpečný projev, kterým se hanobí skupina lidí jen z důvodu jejich vzdělání“. Podle Matúše Kostolného, šéfredaktora deníku SME „Karikatura nemůže právníky znevažovat, to dělají mnohem intenzivněji sami. Bez toho, že by mnozí právníci v této zemi nedělali hanbu svému stavu, by nemohla být tato karikatura vtipná.“
Konflikty s Robertem Ficem pokračovaly i během Shootyho působení v Denníku N. V roce 2015 přestala na příkaz premiéra s deníkem komunikovat celá vláda. Důvodem byly Shootyho karikatury Fica, přiložené jako nálepky v deníku. Nesly názvy „Chyťte zloděje!!!“ a „Peníze jsem sehnal vlastní hlavou”. V prvním vyobrazení má premiér v rukou velký pytel, ve druhém místo hlavy schránku.

### Knižní publikace
- Baestiarium (1996, 2. vydání 1998)
- Tuhou tuhou : výber frkov a ilustrácií z denníka SME 2002 – 2006 (2006)
- Roky Fica I. : výber frkov a ilustrácií z denníka SME 2006 – 2010 (2010)
- Modrá knižka : výber frkov a karikatúr z denníka SME 2010 – 2012 (2012)
- Roky Fica II. : výber z frkov z denníka SME a denníka N 2012 – 2016 (2016)

### Hudební aktivity
Jako hudebník se Martin Šútovec věnuje hře na banjo a příležitostnému zpěvu. V letech 1992 až 2017 hrál ve skupině Tu v dome, podílel se též na albech dalších kapel (Živé kvety, Jednofázové kvasenie).

## Ocenění
- 1997: Najkrajšie knihy Slovenska 1996 v kategorii „Příležitostné tisky, malonákladové a autorské knihy“ za knihu Baestiarium [14]
- 2005: Novinárska cena 2004 v kategorii „Nejlepší kreslený vtip, komiks, karikatura“ za sérii karikatur (SME) [15]
- 2006: Novinárska cena 2005 v kategorii „Nejlepší kreslený vtip, komiks, karikatura“ za sérii karikatur (SME, Nový Čas pre ženy) [15]
- 2008: Novinárska cena 2007 v kategorii „Nejlepší kreslený vtip, komiks, karikatura“ za sérii karikatur (SME) [15]
- 2018: Novinárska cena 2017 v kategorii „Nejlepší česko-slovenský kreslený vtip, komiks, karikatura“ za sérii karikatur (Shooty, Denník N) [16]